# Карл Бюхер
Карл Вільгельм Бюхер (нім. Karl Wilhelm Bücher; 6 лютого 1847, Кірберг, Гессен — 12 листопада 1930, Лейпциг) — німецький економіст, історик народного господарства і статистик, представник нової (молодої) історичної школи в політичній економії. Академік політичної економії в Лейпцизькому університеті (1892–1917), засновник Інституту газетознавства при ньому. Основна різниця між «молодою» історичною школою та «старою» школою полягає в її суперечливості. На той час марксизм був поширеним явищем у Європі, але він був критичною межею «старої школи» в основному спрямованою на класичну політичну думку економії до 1870-х років.

## Біографія
Карл Бюхер народився в родині робочого Фрідріха Бюхера і його дружини Христіани, які займалися сільським господарством в містечку Кірбург. З 1863 по 1866 роки хлопчик відвідував гімназію в місті Гадамар та згодом в 1866–1869 роках глибоко почав вивчати історію та філософію в Боннському і Геттінгенському університеті. Через декілька років в 1870 році здобув ступінь доктора наук, захистив в Боннському університеті дисертацію «Quaestionum Amphictyonicarum specimen. De gente Aetolica Amphictyonicae participe».
Здобувши освіту, Карл працював домашнім вихователем і вчителем у гімназії. Протягом 1878–1880 років формувався редактором відділу економічної та соціальної політики в газеті «Frankfurter Zeitung».
У 1881 році отримав посаду доцента кафедри політичної економії та статистики в Мюнхенському університеті. Влітку 1882 року був призначений доктором статистики в Дерптському університеті і в цьому ж році одружився з Емілією Міттермаєр. У Дерптні працював на кафедрі етнографії, географії та статистики в якості наступника, зосередившись найбільше на статистиці.
Восени 1883 року Карл Бюхер очолив кафедру політичної економіки і грошей в Базельському університеті. У 1890 році став доктором етнічного господарства в політехнікумі в Карлсруе. Протягом двох років, в 1892 році, Бюхер став доктором державної економіки на філософському факультеті Лейпцизького університету і пропрацював на цій посаді до 1921 року. У 1902–1903 роках Карла Бюхера призначили деканом філософського факультету, а в 1903–1904 роках — ректором Лейпцизького університету.

## Наукові погляди
Бюхер вважав, що суспільство розвивалося поступово, з часом переходячи від періоду сільського господарства, у відсутності обміну до муніципального господарства.
Він також розділив економічну історію на три етапи її розвитку:
1. домашнє (натуральне, самодостатнє) господарство;
2. міське (ремісниче просте товарне) господарство;
3. народне (ринкове) господарство.[10]

На початку 90-х років в роботі «Виникнення народного господарства» стверджував, що античність і раннє середньовіччя належали до періоду природного господарства. Також, Бюхер акцентував на різниці між античним господарством та економікою капіталістичного періоду. Противниками висновків Бюхера стали історики, у фокусі інтересу яких були проблеми суспільно-фінансових реалій давнього періоду: Юліус Белох, Едвард Маєр, а також Роберт Фон Пельман.

## Книги
В області мистецтвознавства Карл Бюхер відомий як автор знаменитої книги «Arbeit und Rhythmus» (Лейпциг, 1896, 6-те видання-1924). У цій праці систематично аналізуються звукові та мовні матеріали, накопичені в процесі чистого економічного дослідження, особливо в процесі вивчення найдавнішої форми трудових об'єднань. Досліджуючи виробничий процес і технологію диких народів, Бюхер дійшов висновку, що на ранніх стадіях свого розвитку творчості, музика та поезія були органічно пов'язані, але панівною та вирішальною була робота. У цій книзі зображено походження музичних звуків від дотику інструментів, а також розглядаються вірші з основними робочими піснями. Зображено метод використання «Пісні праці» для великої кількості робітників у Європі, Африці та країнах Східної Азії. Книга написана яскравою та зрозумілою мовою і викликає інтерес у читачів. Це корисно для експертів-істориків, етнологів, соціологів, культурологів та економістів. До книги увійшла стаття Олександра Денілевського «Їжа і люди».

## Наукові роботи
Серед академічних праць Карло Бюхера можливо відзначити:
- «Die Frauenfrage im Mittelalter» (Тюбинген, 1882)
- «Die Arbeiterfrage im Kaufmannstand» (Берлин, 1883)
- «Die Bevölkerung von Frankfurt am M. im XIV und XV Jahrhundert» (т. I, Тюбинген, 1886)
- «Von den Produktionsstätten des Weihnachtsmarktes» (Базель, 1887)
- «Basels Staatseinnahmen und Steuervertheilung 1878—87» (Базель, 1888)
- «Die Bevölkerung des Kantons Baselstadt am 1 XII 1888» (Базель, 1890)
- «Die Wohnungs-Enquete in der Stadt Basel von 1—19 II 1889» (Базель, 1891)
- «Das russische Gesetz über die in Fabriken und Manufakturen arbeitenden Minderjährigen vom 1 Juni 1882» (в «Jahrb. für Nationalökonomie», новое изд., 8 т.)
- Бюхер К. Возникновение народного хозяйства: публичные лекции и очерки / ред. и пер. И. М. Кулишер — 5-е изд. испр. и доп., пер. по 16-му нем. изд. 1922 г. — Пг.: Akademia, 1923.